# Truppenübungsplatz Klietz
Koordinaten: 52° 38′ 59″ N, 12° 8′ 8″ O
Der Truppenübungsplatz Klietz ist ein Übungsplatz (TrÜbPl) der Bundeswehr im Schollener Land. Der Übungsplatz ist dem Unterstützungskommando der Bundeswehr unterstellt und gehört zum „Bereich Truppenübungsplatzkommandantur OST“.

## Geographie

### Lage und Ausdehnung
Er hat eine Größe von etwa 90 km² und liegt 90 Kilometer westlich von Berlin in der Nähe der Ortschaft Klietz. Der TrÜbPl befindet sich zu etwa zwei Dritteln auf dem Territorium Sachsen-Anhalts sowie zu etwa einem Drittel auf dem Gebiet Brandenburgs, wobei in seinem Westen die Elbe und in seinem Osten die Havel verläuft. Das Gelände des TrÜbPl Klietz ist flach, teilweise wellig mit Höhen zwischen 25 m und 66 m über NHN. Zirka 62 Prozent der Gesamtfläche des Platzes sind bewaldet, vorwiegend Kiefernwald; auf den verbleibenden 38 Prozent befinden sich Heide-/Grasbewuchs und offene Flächen.

### Klima
Es herrscht überwiegend ein kontinentales Klima vor. Heiße, trockene Sommer und kalte, trockene Winter mit wenig Nebeltagen sind kennzeichnend. Die Jahresmitteltemperatur beträgt ca. 8 °C.

### Verkehrsanbindung
Zur Verladung von Panzern wird regelmäßig der Bahnhof Schönhauser Damm genutzt.

## Geschichte
In der Zeit des Nationalsozialismus
Von 1934 bis 1945 produzierte die WASAG mit dem Einsatz hunderter verschleppter Zwangsarbeiter auf dem Gebiet Sprengstoffe für das Militär. Das Gelände diente zunächst der Erprobung und dem Probeschießen von Munition. Die Produktionsmengen betrugen ab 1936 bis zum Ende des Zweiten Weltkrieges 24.000 Tonnen im Jahr.
In der Geschichte der DDR
Die Anlagen des Unternehmens wurden nach Kriegsende von der Sowjetunion demontiert. Ab 1948 wurden auf dem Areal Unterkünfte für die Kasernierte Volkspolizei der DDR gebaut. Von 1956 bis 1990 wurde der TrÜbPl hauptsächlich durch die Nationale Volksarmee der ehemaligen DDR genutzt, die dort ein Artillerie-Ausbildungszentrum errichtete, sowie von Truppen der Gruppe der Sowjetischen Streitkräfte in Deutschland (GSSD).
Zuletzt waren dort das Militärwissenschaftliche Institut der Militärischen Aufklärung der Nationalen Volksarmee, die Raketenabteilung 19 sowie einige Ausbildungseinrichtungen des AZ-19 der NVA der DDR stationiert. 
Nach der Wende
Ab 1990 erfolgte die Übernahme des Standortes durch die Bundeswehr. Gegenwärtig können auf dem Truppenübungsplatz Klietz alle Operationsarten unter den heutigen Anforderungen geübt werden. Eine Besonderheit ist dabei die Verbindung mit den Wasserübungsplätzen „Elbe“ und „Havel“. Hier steht der Kampf mit und um Sperren, die Überquerung von Gewässern und die allgemeine Pionierunterstützung im Gefecht im Mittelpunkt. Weiterhin bietet der Übungsplatz Klietz die Möglichkeit, mit klein- und großkalibrigen Waffen Schul- und Gefechtsschießen durchzuführen. Auch Artillerie- und Mörserschießanlagen sowie eine deutschlandweit einzigartige Spreng-Übungsanlage stehen zur Verfügung.
Die dort ansässige örtliche Truppenübungsplatzkommandantur OST führt neben dem TrÜbPl Klietz auch die Truppenübungsplätze Altengrabow, Lehnin, Jägerbrück und Oberlausitz.